# Ломбардни кредит
Ломбардни кредит је краткорочни готовински кредит који се одобрава на основу залоге неке вредне ствари (новчани депозит, хартије од вредности, роба) на основу које је, у случају потребе, могуће наплатити укупну вредност кредита. Дужник задржава право власништва над заложеним добром, а кредит се одобрава у висини од 60-70% његове вредности. Назив потиче од италијанске покрајине Ломбардије, где се овај тип кредита први пут појавио.